# شهرستان دالارنا
شهرستان دالارنا (به سوئدی: Dalarnas län) یکی از شهرستان‌های کشور سوئد است که در میانه این کشور واقع شده است

## جغرافیا
شهرستان دالارنا با شهرستان‌های یمتلاند، گولبوری، وستمانلاند، اوربرو و ورملاند و همچنین کشور نروژ از سمت غرب مرز مشترک دارد.
مرکز این شهرستان شهر فالون می‌باشد.

## شهرستان‌ها
- Avesta
- Borlänge
- Falun
- Gagnef
- Hedemora
- Leksand
- Ludvika
- Malung-Sälen
- Mora
- Orsa
- Rättvik
- Smedjebacken
- Säter
- Vansbro
- Älvdalen